# Monodonta nebulosa
Monodonta nebulosa là một loài ốc biển, một động vật thân mềm chân bụng sống ở biển thuộc họ Trochidae, họ ốc đụn.

## Mô tả
Kích thước vỏ dao động từ 15 mm đến 22 mm.

## Phân bố
Loài này phân bố ở Biển Đỏ và đông Ấn Độ Dương.